# Tondano (Sprache)
Tondano ist eine in Nordsulawesi in der Region von Tondano gesprochene Sprache. Sie gehört zu den philippinischen Sprachen der malayo-polynesischen Sprachen innerhalb der austronesischen Sprachen. Dialekte sind eigentliches Tondano, Kakas oder Ka'kas und Remboken. 
Die Sprache ist am nächsten verwandt mit Tombulu und Tonsea.